# Andrée Boucher (comédienne)
Pour les articles homonymes, voir Andrée Boucher et Boucher.
Andrée Boucher est une actrice québécoise née le 19 septembre 1938 à Macamic en Abitibi-Témiscamingue et morte le 30 septembre 2021,.

## Biographie
Marie Juliette Andrée Danielle Boucher, dite Andrée Boucher, est la fille de Gaston Boucher, hôtelier, et de Marthe Paré.
Andrée Boucher commence sa carrière à l'âge de 15 ans dans un radio-théâtre. On la verra ensuite à l'écran à l'âge de 17 ans. Elle incarne Artémise Baltour-Labranche dans Les belles histoires des pays d’en haut de Claude-Henri Grignon présenté à Radio-Canada dans les années 50.
Elle tenait le rôle de « Thérèse » dans la comédie musicale Monica la mitraille de Michel Conte, présentée en 1968 à la Place des Arts de Montréal.
Elle est connue pour son rôle d'Évelyne dans le téléroman Des dames de cœur de Lise Payette présenté à Radio-Canada de 1986 à 1989, puis dans la suite de cette série, Un signe de feu, présentée de 1989 à 1991. Andrée Boucher remporte d'ailleurs un prix Gémeaux et trois prix Artis (Metrostar à l'époque) pour ce rôle.
Au cours de ses 40 années de carrière le public québécois la retrouve dans Symphorien, Virginie, Le petit monde de Laura Cadieux et à l'animation d'émissions de radio et de télévision, dont Signée Andrée Boucher à TQS et C’est votre histoire à TVA. Elle fait partie de la distribution des films La corde au cou et Tout feu tout femme.
Elle jouera aussi dans une série française, Schulmeister, l'espion de l'empereur, y tenant le rôle de l'épouse du commissaire impérial et espion de l'empereur.
Elle rédige son autobiographie en deux tomes, Quand je serai grande, je serai sage et J’ai choisi la vie : les chemins du mieux-être.
Depuis le début des années 2000, elle donna des conférences de croissance personnelle.
Andrée Boucher, à son décès, était mariée à Jean-Pierre Bélanger.

## Filmographie

### Cinéma
- 1965 : La Corde au cou : Aline
- 1971 : Finalement...
- 1972 : Et du fils
- 1975 : Tout feu, tout femme : Isabelle
- 1994 : Louis 19, le roi des ondes (Reality Show) : Fonctionnaire fumeuse

### Séries télévisées
- 1955 - 1958 : Beau temps, mauvais temps : Diane Langlois
- 1959 - 1963 : Joie de vivre (série télévisée) : Gloria Sénécal
- 1962 : Absolvo te : Ginette
- 1966 - 1970 : Les Belles Histoires des pays d'en haut : Artémise Baltour-Labranche
- 1970 - 1975 : Mont-Joye : Denise Joyal
- 1971 - 1974 : Schulmeister, espion de l'empereur de Jean-Pierre Decourt : Suzel Schulmeister
- 1977 - 1979 : À cause de mon oncle : Luce Ouellet
- 1978 - 1979 : Drôle de monde : Antoinette Lagacé
- 1981 : Week-end (série télévisée) : Anne-Marie
- 1984 - 1985 : Le 101, ouest, avenue des Pins (série télévisée) : Mme Dupuis
- 1986 - 1989 : Des dames de cœur : Évelyne Lamontagne
- 1989 - 1991 : Un signe de feu : Évelyne Lamontagne
- 1996 : Virginie : Anne Villeneuve
- 1997 : Un gars, une fille : Grand-mère de Guy
- 1998 - 1999 : La Part des anges : Rita Paradis

## Ouvrages
- 1996 : Quand je serai grande, je serai sage[8]
- 2000 : J’ai choisi la vie : les chemins du mieux-être[9]

## Prix et récompenses
- 1987 : prix Artis (Metrostar), comédienne - Téléroman ou mini-série
- 1988 : prix Gémeaux, Meilleure interprétation pour un premier rôle féminin dans une série dramatique ou une comédie.
- 1988 : prix Artis (Metrostar), comédienne - Téléroman ou mini-série
- 1989 : prix Artis (Metrostar), comédienne préférée - Téléromans ou téléséries